# Oceanodroma cheimomnestes
El paíño de Ainley (Oceanodroma cheimomnestes) es una especie de ave procellariiforme de la familia Hydrobatidae encontrada la costa occidental de México. Es considerada una subespecie del paíño boreal (Oceanodroma leucorhoa) por algunas autoridades, pero es reconocida como especie separada por otras.

## Taxonomía
Fue descrita originalmente como subespecie del paíño boreal (O. leucorhoa), por el ornitólogo marino estadounidense David Ainley. Lo distinguió basándose en diferencias fisiológicas, morfológicas y en el llamado, separándolo del paíño de Townsend (O. socorroensis), que anida en las mismas islas, por la época de cría, este último se reproduce en verano mientras que O. cheimomnestes en invierno. El epíteto específico cheimomnestes deriva de las palabras griegas «kheimon» que significa invierno y «mnester» pretendiente, en referencia al hecho de que esta ave se reproduce en el invierno.

## Distribución
Se reproduce durante el invierno en la isla Guadalupe, localizada al oeste de la península de Baja California en el Pacífico mexicano. El área de distribución fuera de la temporada de reproducción es poco conocida pero aparentemente se extiende en el Pacífico oriental, llegando al menos hasta las islas Galápagos.